# Mordella guttatipennis
Mordella guttatipennis is een keversoort uit de familie spartelkevers (Mordellidae). De wetenschappelijke naam van de soort is voor het eerst geldig gepubliceerd in 1927 door Píc.